# José María Sales Reig
José María Sales Reig (Borriana, 1843 - València, 1912) fou un advocat, propietari i polític valencià, alcalde de València i diputat a les Corts espanyoles durant la restauració borbònica.

## Biografia
Era fill de Jaime Sales Gomis i germà de Jacobo Sales Reig. Es llicencià en dret a la Universitat de València i exercí durant uns anys com advocat. Amic de Cristino Martos Balbi, el 1879 fou escollit regidor de l'ajuntament de València, el 1881 com a membre del Partit Liberal Fusionista en fou nomenat segon tinent d'alcalde i fou alcalde el 1881-1884 i de novembre de 1886 a setembre de 1888. Fou elegit diputat pel districte de Torrent a les eleccions generals espanyoles de 1893. El 1895 va abandonar l'escó i tornà a València a exercir com a advocat.